# Arzenc-de-Randon
 Arzenc-de-Randon  es una población y comuna francesa, en la región de Languedoc-Rosellón, departamento de Lozère, en el distrito de Mende y cantón de Châteauneuf-de-Randon.

## Demografía
| 750 | 625 | 826 | 658 | 762 | 811 | 808 | 761 | 750 | 820 | 829 | 762 | 821 | 903 | 825 | 855 | 901 | 917 | 889 | 883 | 761 | 749 | 668 | 593 | 476 | 425 | 412 | 374 | 300 | 240 | 180 | 195 |
| Para los censos de 1962 a 1999 la población legal corresponde a la población sin duplicidades (Fuente: INSEE [Consultar]) |     |     |     |     |     |     |     |     |     |     |     |     |     |     |     |     |     |     |     |     |     |     |     |     |     |     |     |     |     |     |     |